# Batang Kulur
Batang Kulur – wieś (desa) w kecamatanie Kelumpang Barat, w kabupatenie Kotabaru w prowincji Borneo Południowe w Indonezji.
Miejscowość ta leży w południowej części kecamatanu, przy drodze Jalan Jenderal Sudirman.